# Matriz antisimétrica
Una matriz antisimétrica es una matriz cuadrada A cuya traspuesta es igual a su opuesta, es decir vale la relación AT = -A.
Una matriz de m × n elementos (m = filas, n = columnas) :
{\displaystyle A=\left[{\begin{array}{ccccc}a_{11}&a_{12}&a_{13}&\cdots &a_{1n}\\a_{21}&a_{22}&a_{23}&\cdots &a_{2n}\\a_{31}&a_{32}&a_{33}&\cdots &a_{3n}\\\vdots &\vdots &\vdots &\ddots &\vdots \\a_{m1}&a_{m2}&a_{m3}&\cdots &a_{mn}\\\end{array}}\right]}
es antisimétrica (o hemisimétrica), si es una matriz cuadrada (m = n) y {\displaystyle a_{ji}=-a_{ij}} para todo i, j =1,2,3,...,n. En consecuencia, {\displaystyle a_{ii}=0} para todo i. Por lo tanto, la matriz A asume la forma:
{\displaystyle A=\left[{\begin{array}{ccccc}0&a_{12}&a_{13}&\cdots &a_{1n}\\-a_{12}&0&a_{23}&\cdots &a_{2n}\\-a_{13}&-a_{23}&0&\cdots &a_{3n}\\\vdots &\vdots &\vdots &\ddots &\vdots \\-a_{1n}&-a_{2n}&-a_{3n}&\cdots &0\\\end{array}}\right]}

## Ejemplo
La matriz
{\displaystyle A=\left[{\begin{array}{rrr}{0}&{-2}&{4}\\{2}&{0}&{2}\\{-4}&{-2}&{0}\\\end{array}}\right]}
es antisimétrica, ya que
{\displaystyle A^{T}=\left[{\begin{array}{rrr}{0}&{2}&{-4}\\{-2}&{0}&{-2}\\{4}&{2}&{0}\\\end{array}}\right]=-A}

La diagonal principal se conserva y todos los otros números son cambiados de signo al opuesto. Nótese que la matriz traspuesta de la matriz antisimétrica A es -A, y que la antisimetría es respecto a la diagonal principal.
Si n=m es impar el determinante de la matriz siempre será 0

## Descomposición en matriz simétrica y antisimétrica
Sea A una matriz cuadrada, esta se puede descomponer en suma de parte simétrica y antisimétrica de la siguiente forma:
{\displaystyle A={\frac {1}{2}}\left(A+A^{T}\right)+{\frac {1}{2}}\left(A-A^{T}\right)}
donde la parte antisimétrica es
{\displaystyle {\frac {1}{2}}\left(A-A^{T}\right)}
| Demostración |
| Se utilizan las propiedades de la transposición. {\displaystyle {\begin{array}{rcl}\left({\frac {1}{2}}\left(A-A^{T}\right)\right)^{T}&=&{\frac {1}{2}}\left(A-A^{T}\right)^{T}={\frac {1}{2}}\left(A^{T}-\left(A^{T}\right)^{T}\right)\\&=&{\frac {1}{2}}\left(A^{T}-A\right)=-{\frac {1}{2}}\left(A-A^{T}\right)\end{array}}} Queda entonces demostrado por definición que {\displaystyle {\frac {1}{2}}\left(A-A^{T}\right)} es antisimétrica. |